# Daucus conchitae
Daucus conchitae là một loài thực vật có hoa trong họ Hoa tán. Loài này được Greuter mô tả khoa học đầu tiên năm 1979.